# 발레리 페크레스

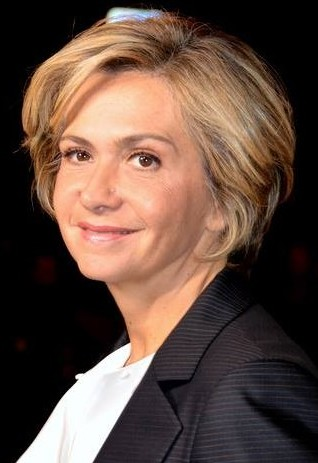
발레리 페크레스

발레리 페크레스(프랑스어: Valérie Pécresse, 듣기 (도움말·정보), 혼전성 루(Roux), 1967년 7월 14일 ~ )는 일드프랑스 지역의회의장 (주지사직에 해당)을 맡고 있는 프랑스의 정치인이다.
1992년부터 2015년까지 국참사원 감사관으로 일했던 페크레스는 자크 시라크의 고문이었으며, 파리 정치 대학에서 6년 동안 가르쳤다. 2002년 프랑스 총선에서 페크레스는 일드프랑스 이블린 제2지구에서 프랑스 하원의원으로 선출되었다. 페크레스는 2007년 프랑스 총선에서 재선에 성공했지만, 제1기 프랑수아 피용 정부에 들어가면서 의회 의원석에 앉지 못했다.
2007년부터 2011년까지 고등교육연구부 장관을 지내면서 대학자치 개혁을 주도했다. 2011년부터 2012년까지는 예산, 공공 회계, 국가 개혁 장관과 제3기 프랑수아 피용 정부의 대변인을 지냈다
2015년 12월, 페크레스는 사회당 소속 장폴 위숑(Jean-Paul Huchon)의 후임으로 일드프랑스 지역의회의장에 선출되었다.
2017년, 공화당이 2017년 프랑스 대통령 선거에서 실패한 뒤, 페크레스는 훗날 정당으로 변형된 소용 리브르 (Soyons libres, 프랑스어로 자유로워지자라는 의미)라는 정치 운동 조직을 설립했다. 페크레스는 2019년, 공화당 대표 로랑 보키에가 의장직을 사임하자 공화당을 떠났다.
2021년, 페크레스는 일드프랑스 지역 수장에 재선되었고, 같은 해 공화당에 다시 합류했다. 페크레스는 에리크 시오티를 상대로 공화당 2차 경선에서 승리하면서 2022년 프랑스 대통령 선거에서 공화당 역사상 첫 여성 대선 후보가 되었다.

## 역대 선거 결과
| 선거명      | 직책명                      | 대수 | 정당         | 1차 득표율 | 1차 득표수  | 2차 득표율 | 2차 득표수  | 결과 | 당락                       |
| ----------- | --------------------------- | ---- | ------------ | ---------- | ----------- | ---------- | ----------- | ---- | -------------------------- |
| 2002년 선거 | 하원의원 (이블린 제2선거구) | 12대 | 대중운동연합 | 42.64%     | 21,368표    | 65.11%     | 29,248표    | 1위  | 이블린 주 하원의원 당선    |
| 2007년 선거 | 하원의원 (이블린 제2선거구) | 13대 | 대중운동연합 | 54.80%     | 26,924표    |            |             | 1위  | 이블린 주 하원의원 당선    |
| 2010년 선거 | 일드프랑스 주지사           | 4대  | 대중운동연합 | 27.76%     | 802,123표   | 43.31%     | 1,314,699표 | 2위  | 낙선                       |
| 2012년 선거 | 하원의원 (이블린 제2선거구) | 14대 | 대중운동연합 | 46.30%     | 23,931표    | 58.67%     | 28,687표    | 1위  | 이블린 주 하원의원 당선    |
| 2015년 선거 | 일드프랑스 주지사           | 5대  | 공화당       | 30.51%     | 962,037표   | 43.80%     | 1,629,249표 | 1위  | 오베르뉴론알프 주지사 당선 |
| 2021년 선거 | 일드프랑스 주지사           | 5대  | 공화당       | 36.19%     | 785,576표   | 45.92%     | 1,076,828표 | 1위  | 오베르뉴론알프 주지사 당선 |
| 2022년 선거 | 대통령                      | 26대 | 공화당       | 4.78%      | 1,679,001표 |            |             | 5위  | 낙선                       |